# Liste von Sonnenuhren in Klagenfurt
Dies ist eine Liste von Sonnenuhren in Klagenfurt.
| Ort                      | Beschreibung                              | Foto |
| ------------------------ | ----------------------------------------- | ---- |
| Aplengasse 2             | Wohnhaus, Giebel                          | –    |
| Feschnigstraße 96        | Wohnhaus, über dem Eingang                | –    |
| Glantalstraße 59         | Schloss Pitzelstätten, Wirtschaftsgebäude |      |
| Heiligengeistplatz       | Heiligengeistkirche                       |      |
| Landhaushof, Nordturm    | –                                         |      |
| Mariannengasse 2         | Bischöfliche Residenz, südliche Hausfront |      |
| Ponfeldstraße            | Pfarrkirche                               |      |
| Rosentaler Straße 127    | Wohn- und Geschäftshaus                   | –    |
| Stift-Viktring-Straße 25 | Stiftskirche, Turm                        |      |
| Tarviser Straße 170      | Wohnhaus                                  | –    |
| Villacher Straße 241     | Minimundus, nahe Planetarium              | –    |
| Wiegelegasse 12          | –                                         | –    |
| Zigullnstraße 43         | Hausfassade                               | –    |